# Лончари (Теслић)
Лончари је насељено мјесто у општини Теслић, Република Српска, БиХ. Према попису становништва из 2013. године, у насељу је живјело 16 становника.

## Историја
Насеље Лончари се до рата у Босни и Херцеговини (1992–1995) у цјелини налазило у саставу општине Тешањ.

## Становништво
| Националност       | 1991.        | 1981.        | 1971.        | 1961. |
| Хрвати             | 474 (97,33%) | 417 (98,82%) | 454 (99,56%) | –     |
| Срби               | 6 (1,23%)    | 2 (0,47%)    | –            | –     |
| Југословени        | 1 (0,20%)    | 3 (0,71%)    | –            | –     |
| остали и непознато | 6 (1,23%)    | –            | 2 (0,44%)    | –     |
| Укупно             | 487          | 422          | 456          | '     |

| Демографија | Демографија | Демографија |
| Година      | Становника  | Становника  |
| ----------- | ----------- | ----------- |
| 1971.       | 456         |             |
| 1981.       | 422         |             |
| 1991.       | 487         |             |